# Diamond Dixon
Diamond Brittany Dixon (El Paso, 29 giugno 1992) è una velocista statunitense, specializzata nei 400 metri piani.

## Palmarès
| Anno | Manifestazione  | Sede     | Evento      | Risultato | Prestazione | Note                                             |
| ---- | --------------- | -------- | ----------- | --------- | ----------- | ------------------------------------------------ |
| 2010 | Mondiali U20    | Moncton  | 4×400 m     | Oro       | 3'31"20     | Miglior prestazione mondiale stagionale under 20 |
| 2011 | Universiadi     | Shenzhen | 400 m piani | Bronzo    | 52"76       |                                                  |
| 2012 | Giochi olimpici | Londra   | 4×400 m     | Oro       | 3'16"87     | [ 1 ]                                            |